# Alena Poláčková
Alena Poláčková (Bojnice, 6 november 1964)  is een Slowaaks jurist en rechter.

## Carrière
Poláčková heeft rechten gestudeerd aan de Comenius Universiteit Bratislava in Slowakije (1982-1987). Naderhand werkte ze onder meer als docent recht aan de Middelbare Economische School van Bratislava (1988-1991), als rechter bij de Arrondissementsrechtbank van Bratislava (1994-2002) en als vicepresident van de Slowaakse Rechtersassociatie (2012-2014).
Op 29 september 2015 werd Poláčková gekozen door de Parlementaire Vergadering van de Raad van Europa om Ján Šikuta te vervangen als rechter bij het Europees Hof voor de Rechten van de Mens. Ze begon haar werkzaamheden op 29 december 2015 en zal deze tot in 2024 blijven vervullen.